# 宮城県泉松陵高等学校
宮城県泉松陵高等学校（みやぎけん いずみしょうりょうこうとうがっこう）は、宮城県仙台市泉区鶴が丘四丁目にある県立高等学校。通称は「松陵（しょうりょう）」。

## 概要
1981年開校の比較的新しい高校である。泉区の東部、鶴が丘の高台に位置し、宮城県県民の森に隣接する。富谷市との市境にも近い。
毎年5月に、同じ泉区内の泉高校・泉館山高校と「定期戦」を行う。サッカー、バドミントン、ソフトテニス、卓球など様々な種目で争われる。これに先立って、4月には3校の生徒会・チアリーディング部、応援団が集まり、泉中央（アリオ、セルバ付近）でPRのパレードを行う。
卒業後の進路は、大学進学が半数弱で、専門学校進学が25%、短期大学進学・就職がそれぞれ10%前後を占めている（2022年度のデータ）。例年国公立大学進学者は少なく、ほとんどは私立大学に進む。
2021年度より制服が新しくなった。

### 校訓
- 自律・啓発[5]
- 友愛・協調[5]
- 堅忍・不捷[5]

### 校章
校木のマツの葉をかたどっている。

## 設置課程
- 全日制課程
  - 普通科

## 沿革
「沿革」（泉松陵高等学校ホームページ）を参照。
- 1980年（昭和55年）
  - 4月1日 - 仙台北学区新設高校設立準備開始。
  - 12月24日 - 宮城県条例第27号により、宮城県泉松陵高等学校設置を公示。
- 1981年（昭和56年）4月8日 - 開校式並びに第1回入学式を挙行。
- 1991年（平成3年）11月2日 - 創立10周年記念式典を挙行。
- 1995年（平成7年）4月21日 - 平成7・8年度文部省スクールカウンセラー活用調査研究事業の委託を受ける。
- 2001年（平成13年）11月9日 - 創立20周年記念式典を挙行。
- 2002年（平成14年）7月6日 - 生徒会館「陵風会館」落成。
- 2011年（平成23年）11月9日 - 創立30周年記念式典を挙行。

## 行事
4月
- 始業式、着任式、入学式、対面式、部集会
- 定期戦パレード

5月
- 泉三校定期戦
- 生徒総会

6月
- 県総体、総体報告会
- 前期中間考査

7月
- 松陵祭
- 学校説明会(オープンスクール)

8月
- 球技大会

9月
- 生徒会役員選挙
- 前期期末考査

10月
- 後期始業式
- 生徒総会
- 校内マラソン大会

11月
- 芸術鑑賞会
- 1、2学年 後期中間考査

12月
- 2学年 修学旅行
- 3年 学年末考査
- 1年 キャリアセミナー

1月
- 1学年 スキー教室

2月
- 1、2年 学年末考査

3月
- 卒業式
- 修了式
- 離任式

## アクセス
バス
- 仙台市地下鉄南北線泉中央駅より、
  - 宮城交通バス鶴が丘ニュータウン行で「泉松陵高校前」下車、徒歩5分[7]。
  - 宮城交通バス松陵ニュータウン行で「松陵公園前」下車、徒歩15分
- 東北本線岩切駅より宮城交通鶴ケ丘ニュータウン線泉中央駅行で「泉松陵高校前」下車

(注意)岩切駅発泉中央駅行は、登校時間内に一本しかバスが無いため、登校時につき泉中央駅発のバスを使うことを推奨する。

## 部活動
運動部
ハンドボール、バスケットボール(女子は愛好会)、女子バレーボール、硬式野球、サッカー、弓道、ソフトテニス、陸上競技、ソフトボール、バドミントン、卓球、剣道、チアリーディング
文化部
美術、吹奏楽、茶道、家庭、演劇、科学、写真、華道、応援、英語、書道、応援団、ボランティア
- 弓道部が宮城県内ではトップクラスの成績を上げている。
- 以前剣道部もトップクラスで、女子部はインターハイ出場経験もある。
- ソフトテニス部も以前は男子女子ともインターハイ出場実績や男子の東北大会個人準優勝実績もある。
- チアリーディング部は近年活動が盛んである。
- 29年度 陸上競技部が女子やり投げ東北大会出場を果たした。
- 三校定期戦の時は、開会式のときに、応援団とチアリーディング部は応援やダンスなどをする。

## 著名な卒業生
- 相澤理子（パイロット）
- 金沢由香（フィギュアスケート選手）[8]